# Вулиця Пилипа Орлика (Прилуки)
Вулиця Пилипа Орлика — одна з вулиць Прилук, розташована у південній частині міста, у місцевості Ракитний.

## Розташування
Пролягає від вулиці Гетьмана Сагайдачного (№ 27, 29) на схід до 1-го Оранжерейного провулку і території Комбінату хлібопродуктів № 1, паралельно провулкам Миколи Міхновського і Франка. Перетинає вулицю Франка.

## Назва
Вулиця названа на честь українського гетьмана, автора першої в світі модерної конституції Пилипа Орлика.

## Історія
Вулиця Пилипа Орлика була прокладена у 1950 році.
Відтоді і до грудня 2015 року вулиця Пилипа Орлика мала назву Вулиця 30 років Жовтня.

## Будівлі, споруди, місця
Вулиця Пилипа Орлика забудована приватними житловими будинками. Закінчується № 33, 58. Довжина 550 м, без твердого покриття.
На початку вулиці міститься консервний завод.